# Stará Ves nad Ondřejnicí
Stará Ves nad Ondřejnicí è un comune della Repubblica Ceca, situato nel distretto di Ostrava-město nella Regione di Moravia-Slesia.